# IC 65
IC 65 ist eine Balken-Spiralgalaxie vom Hubble-Typ SBbc im Sternbild Andromeda am Nordsternhimmel. Sie ist schätzungsweise 125 Millionen Lichtjahre von der Milchstraße entfernt und hat einen Durchmesser von etwa 130.000 Lichtjahren. Vom Sonnensystem aus entfernt sich die Galaxie mit einer errechneten Radialgeschwindigkeit von näherungsweise 2.600 Kilometern pro Sekunde.
Die Typ-IIp Supernova SN 2009mf wurde hier beobachtet.
Im selben Himmelsareal befinden sich unter anderem die Galaxien PGC 3574,  PGC 3684, PGC 212639, PGC 2300966.
Das Objekt wurde am 25. September 1890 vom US-amerikanischen Astronomen Lewis Swift entdeckt.

## IC 65-Gruppe (LGG 16)
| Galaxie | Alternativname | Entfernung/Mio. Lj |
| ------- | -------------- | ------------------ |
| IC 65   | PGC 3635       | 125                |
| UGC 608 | PGC 3528       | 131                |
| UGC 622 | PGC 3603       | 129                |